# جوث
جوث (بالإنجليزية:  JUTH F.C.)‏، هو نادي كرة قدم نيجيري وهو نادي أساسي في نيجيريا. يقع مقره في مدينة جوس. النادي يلعب مبارياته في ملعب روانغ بام الذي يتسع لنحو 15,000 متفرج.